# Apogon oxina
 Apogon oxina és una espècie de peix de la família dels apogònids i de l'ordre dels perciformes.

## Morfologia
Els mascles poden assolir els 7,1 cm de longitud total.

## Distribució geogràfica
Es troba a les Maldives, Índia i Sri Lanka.